# إتش إم إس سبي (كيه 264)
كانت الفرقاطة إتش إم إس سبي (كيه 264) فرقاطة من فئة ريفر تتبع البحرية الملكية من 1942 إلى 1948، بيعت لاحقاً إلى البحرية المصرية التي أعادت تسميتها إلى سجم رشيد.

## بنائها
بُنيت سبي وفقاً لمواصفات البحرية الملكية البريطانية باعتبارها فرقاطة من المجموعة الأولى للفئة ريفر. دُشنت في حوض شركة سميث دوك [الإنجليزية]، ساوث بانك [الإنجليزية] على نهر تيز [الإنجليزية] في 19 يوليو 1941 وأُطلقت في 18 ديسمبر 1941. جرى تكليف السفينة في العام التالي وكانت ثاني سفينة في البحرية الملكية تحمل اسم سبي، على اسم نهر سبي [الإنجليزية] في اسكتلندا. تبنى المجتمع المدني في ليتشوورث في هارتفوردشير كجزء من أسبوع السفن الحربية [الإنجليزية] في 1942.

## خدمتها خلال الحرب العالمية الثانية
كُلفت سبي في البداية لخدمة القيادة العامة للطرق الغربية [الإنجليزية] للقيام بمهام حماية القوافل. شهدت سبي خدمة مكثفة خلال مهام حراسة القوافل البحرية وشاركت في إغراق الغواصة الألمانية يو-136 [الإنجليزية] في 11 يوليو 1942. تمركزت الفرقاطة في البحر المتوسط في ديسمبر 1942، لحماية القوافل ودعم عمليات الإنزال في شمال أفريقيا، والتي أطلق عليها اسم عملية الشعلة. عادت بعدها إلى أداء واجباتها في المحيط الأطلسي وشاركت في العمليات حتى مايو 1944، عندما تحتم تجديدها.
أبحرت إلى سيلان بعد التجديد وبحلول نهاية 1944 وُضعت لحماية القوافل ودعم العمليات في بورما. وشمل ذلك دعم عمليات الإنزال على الشاطئ الشمالي لجزيرة رامري [الإنجليزية] في يناير 1945. وكانت تستعد لدعم عمليات الإنزال المقترحة في الملايو في يوليو 1945. وقد وُضعت في الاحتياط عند عودتها إلى المملكة المتحدة.

## خدمتها بعد الحرب العالمية
بيعت سبي للبحرية المصرية في نوفمبر 1948. وأبحرت إلى مصر في أبريل 1950، بعدما جددتها شركة ويلوغبي (بليموث) المحدودة. أثناء خدمتها في البحرية المصرية، ورد أنها استخدمت كسفينة دعم للغواصات باسم رشيد قبل خروجها من الخدمة وتفكيكها.
كانت رشيد ترسو في شرم الشيخ كجزء من قوات خليج العقبة، عندما اندلعت حرب السويس 1956 وقد تمكن قائدها صاغ بحري سعد عبد العزيز أبو الوفا من اختراق الحصار البحري البريطاني والتوجه بها إلى ميناء الوجه بالسعودية وظلت هناك حتى انتهت الحرب.

## الكتب
- Lavery، Brian (2006). River-Class Frigates and the Battle of the Atlantic: A Technical and Social History. London: National Maritime Museum. ISBN:0-948065-73-7.
- Lenton، H. T. (1998). British & Empire Warships of the Second World War. Annapolis, Maryland: Naval Institute Press. ISBN:1-55750-048-7.
- Marriott، Leo (1983). Royal Navy Frigates 1945–1983. Ian Allan. ISBN:0-7110-1322-5.

## وصلات خارجية
- Comprehensive details of the Atlantic convoys and their fates.
- HMS Spey at naval-history.net